# 金亨碩
金亨碩（韓語：김형석），韓國電視劇導演。

## 作品列表

### 電視劇
- 2005年：KBS《再見！悲傷》
- 2008年：KBS《戀愛結婚》
- 2010年：KBS《Drama Special－有點弱的我們的愛情》
- 2011年：KBS《Drama Special－英德女子摔角隊》
- 2012年：KBS《順藤而上的你》
- 2015年：KBS《Drama Special－滑稽的女子》
- 2015年：KBS《Oh My Venus》
- 2017年：KBS《我的黃金光輝人生》
- 2021年：KBS《出軌的話就死定了》

### 製作人作品
- 2016年：KBS《花郎》

## 外部連結
- NAVER （页面存档备份，存于）